# Desmanthus hexapetalus
Desmanthus hexapetalus är en ärtväxtart som först beskrevs av Marc Micheli, och fick sitt nu gällande namn av James Francis Macbride. Desmanthus hexapetalus ingår i släktet Desmanthus och familjen ärtväxter. Inga underarter finns listade i Catalogue of Life.